# Phanaeus igneus
Phanaeus igneus är en skalbaggsart som beskrevs av Macleay 1819. Phanaeus igneus ingår i släktet Phanaeus och familjen bladhorningar. Utöver nominatformen finns också underarten P. i. floridanus.

## Bildgalleri

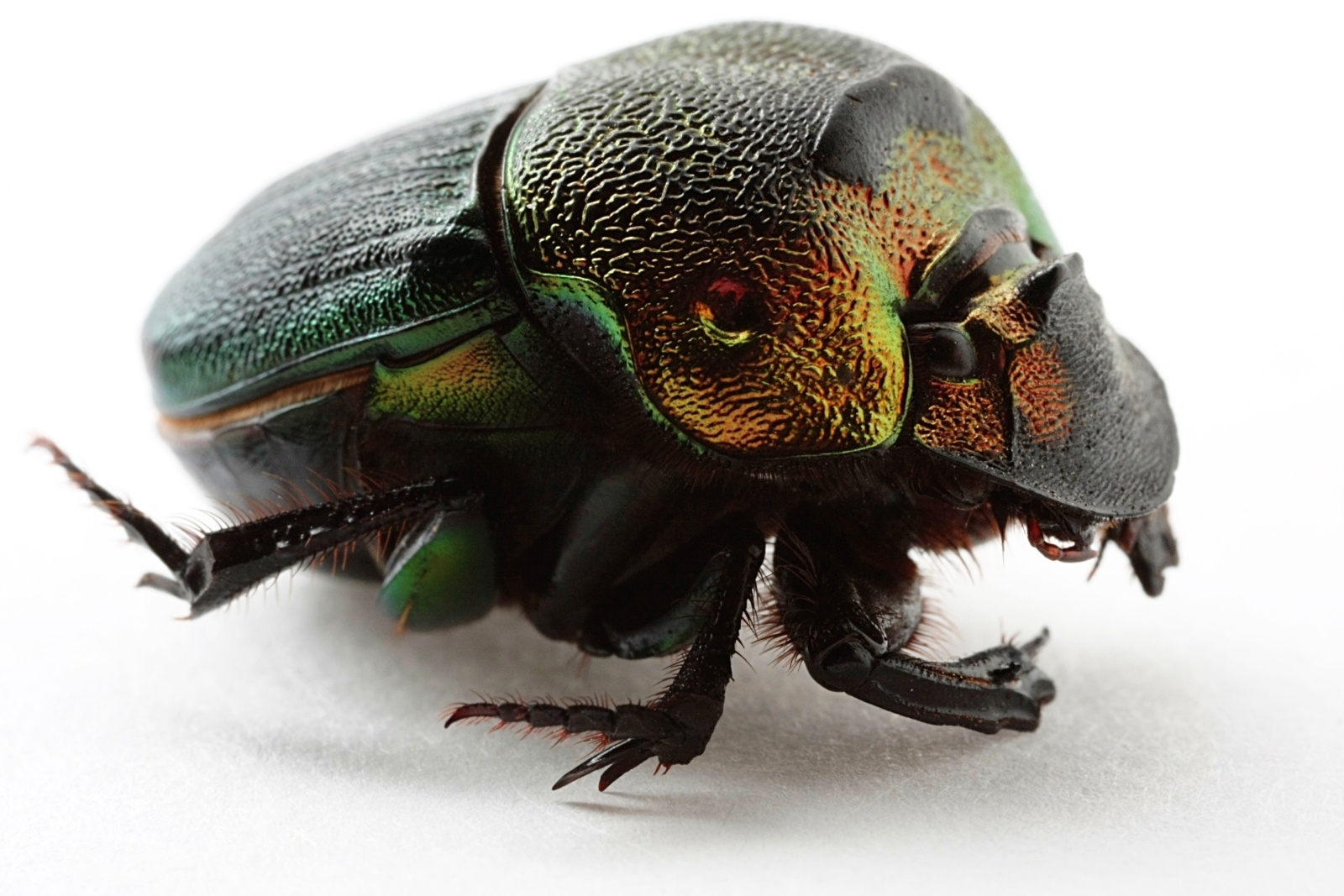